# Historia de los judíos en Guam
La historia de los judíos en Guam, en un territorio de los Estados Unidos en el Océano Pacífico occidental , se remonta al menos al año 1899. Un punto alto en la actividad judía en Guam fue durante la Segunda Guerra Mundial. Los judíos han seguido viviendo allí desde entonces, aunque con una pequeña presencia. A partir de 2009, hay aproximadamente 150 judíos en Guam, de los cuales aproximadamente un tercio son religiosamente activos.

## Historia
A finales del siglo XIX, la colonia española de Guam fue conquistada por los Estados Unidos y cedida a este país como parte de la Guerra Hispano-Americana. Durante un breve período en 1899, el año siguiente a la anexión, el oficial naval judío Edward D. Taussig fue gobernador de Guam. Fue el primer oficial norteamericano a cargo del territorio. Durante su breve gobierno, Taussig llevó a cabo una serie de acciones, entre ellas el establecimiento de un gobierno local integrado por indígenas chamorros.
Tras haber sido expulsados por el Imperio del Japón en 1941, las tropas estadounidenses volvieron a capturar Guam en 1944, tras años de ocupación. A raíz de esto, se desplegaron grandes cantidades de fuerzas militares en la zona, ya sea del ejército, la armada u otros cuerpos. Algunos de los miembros del personal desplegados eran de origen judío, tanto laico como religioso. Un ejemplo de ello fue la teniente Miriam Miller, miembro del Cuerpo de Enfermeras de la Armada de los Estados Unidos que ayudó a las tropas heridas en el Guerra del Pacífico (1937-1945). Algunos miembros del personal judío de Guam eran políticamente activos y establecieron el Club Sionista de Guam después de que algunos de ellos decidieran que debían tratar de mantener vivo el sionismo entre ellos. La asociación publicó un periódico mimeografiado para sus miembros y anunció actividades en publicaciones militares regulares. El libro The Jews' Secret Fleet, («La flota secreta de los judíos»), en el que el autor Murray Greenfield describe la participación de marineros norteamericanos en Aliyá Bet, menciona cómo una persona entró en contacto con la operación secreta a través de un boletín de noticias para militares judíos cuando estaba estacionada en Guam.
En 1945, 1.500 militares celebraron la fiesta judía Rosh Hashaná en Guam, en un hangar del Boeing B-29 Superfortress convertido a tal efecto por personal no judío de la Twentieth Air Force. El hangar estaba equipado con asientos, un púlpito, una arca de la Torá para guardar pergaminos sagrados, iluminación especial y sistemas de megafonía. También se imprimió un libro de oraciones de recuerdo. El capellán David I. Cedarbaum ofició la ceremonia, mientras que otros dirigieron el coro asistente y tocaron el shofar.
En Guam había una sola sinagoga judía. Sin embargo, fue destruida en 1962, durante un tifón excepcionalmente fuerte. A pesar de ello, los miembros de la congregación continuaron reuniéndose. En 1976, la Marina y la Fuerza Aérea de los Estados Unidos dedicaron una capilla militar a los practicantes del judaísmo.  La actividad religiosa continúa en el siglo XXI, por ejemplo con los judíos representados en el Comité Interreligioso de Guam, que comenzaron sus actividades en 2005. En algunas ocasiones, los rabinos visitantes de la ciudad de Nueva York ayudan a la comunidad judía de Guam a practicar, por ejemplo, los Benei Mitzvá.